# Clemente Álvarez
Clemente Álvarez (Guanta (estado Anzoátegui), Venezuela, 18 de mayo de 1968) es un exjugador de béisbol venezolano que jugó para los Navegantes del Magallanes durante 18 temporadas como receptor (récord para la franquicia) desde la temporada 1986-1987 hasta la 2003-2004. En Grandes Ligas, tuvo un paso esporádico por los Philadelphia Phillies en el año 2000. En dos juegos como reserva, Álvarez bateo de 1-5, con un hit, promediando de average .200 con una carrera anotada. 
En Venezuela, luego de su retiro como pelotero activo, se incorporó al cuerpo técnico del Magallanes. En la temporada 2007-2008, se convirtió en el cuadragésimo tercer (43) mánager de la historia de los Navegantes del Magallanes, al reemplazar a Alfredo Pedrique en las últimas semanas de competencia. En la temporada 2008-2009 fue el preparador de primera base para el mismo equipo.
Para En la temporada 2015-2016 es nombrado como preparador de banca de los Tigres de Aragua tras la renuncia de Alex Delgado al equipo, dirigiéndolo interinamente tras una suspensión por 4 juegos al piloto titular Eduardo Pérez.